# Xã Garfield, Quận Phelps, Nebraska
Xã Garfield (tiếng Anh: Garfield Township) là một xã thuộc quận Phelps, tiểu bang Nebraska, Hoa Kỳ. Năm 2010, dân số của xã này là 528 người.